# Animierte Lehrbildreihen
Animierte Lehrbildreihen sind Bildfolgen/Animationen, die am Computer den Ablauf von Sportbewegungen in den wesentlichen Phasen verdeutlichen und über Internetseiten verbreitet werden können.
Für sportpädagogische Publikationen haben bewegte Bilder eine bedeutende Funktion, denn nur so können räumliche, zeitliche und dynamische Aspekte erfasst werden. 

## Beispiele
- Flickflack:
- Salto vorwärts: